# ایاریناریوو
ایاریناریوو (به لاتین: Iarinarivo) یک منطقهٔ مسکونی در ماداگاسکار است که در آمبوهیدراتریمو واقع شده‌است. ایاریناریوو ۲۴٫۵ کیلومتر مربع مساحت و ۱۲٬۰۰۰ نفر جمعیت دارد.